# Turquia nos Jogos Olímpicos de Verão de 1964
A Turquia competiu nos Jogos Olímpicos de Verão de 1964, realizados em Tóquio, Japão, e conquistou sua 15ª medalha de ouro.